# Berijpt trosvlies
Het berijpt trosvlies (Botryobasidium pruinatum) is een schimmel behorend tot de familie Botryobasidiaceae. Hij komt voor op dood loofhout en zeldzamer op naaldhout. Het vormt resupinate, spinnewebachtige vruchtlichamen die groeien op de stammen van dode bomen. De soort wordt verspreid in het palearctisch gebied. Vruchtvorming vindt plaats in de lente en de herfst. Er is geen bekende anamorf van dit type.

## Kenmerken

### Uiterlijke kenmerken
Het berijpte trosvlies heeft webachtige vruchtlichamen die volledig aan het substraat is gegroeid en onder het vergrootglas enigszins netvormig lijken. Ze zijn grijs of okergeel gekleurd.

### Microscopische kenmerken
Het heeft een monomitisch hyfensysteem, dat wil zeggen dat hij alleen bestaat uit generatieve hyfen die zich in een rechte hoek vertakken. De basale hyfen zijn geel of bruin, ruw, zeer breed (15-20 µm) en langcellig. De 5–8 µm brede subhymeniale hyfen zijn dunwandig, rijkelijk vertakt en ingelegd. De soort heeft geen cystidia of gespen. De voornamelijk 6-sporige, 15–25 × 7–10 µm basidia van de soort groeien in nesten en zijn subcilindrisch. Aan hun basis zijn ze eenvoudig gesepteerd. De sporen zijn ellipsvormig tot eivormig, 5–8 × 2,5–3,5 µm groot, glad en enigszins dikwandig.

## Ecologie
De berijpt trosvlies is een saprobiont die dood hout van loofbomen en, zeldzamer, naaldhout koloniseert. De vruchtlichamen zijn te vinden op liggende en grondniveau takken en stammen. Veel voorkomende substraten zijn Europese beuk (Fagus sylvatica), esdoorns (Acer) en eiken (Quercus).

## Verspreiding
Het berijpte trosvlies is wijdverspreid in het westelijke palearctisch gebied. De verspreiding strekt zich uit van Noord-Afrika door heel Europa tot Iran.
In Nederland komt het berijpt trosvlies zeldzaam voor.